# Флаг сельского поселения Трубинское
Флаг муниципального образования сельское поселение Тру́бинское Щёлковского муниципального района Московской области Российской Федерации — опознавательно-правовой знак, служащий официальным символом муниципального образования.
Флаг утверждён 10 июля 2007 года и внесён в Государственный геральдический регистр Российской Федерации с присвоением регистрационного номера 3567.

## Описание
«Прямоугольное жёлтое полотнище с отношением ширины к длине 2:3, воспроизводящее фигуры герба: две красные полосы вдоль верхнего края и вертикальную посередине полотнища (шириной в 1/5 длины полотнища каждая), на полосах девять звёзд и колокол, выполненные белым и серым цветами, а в жёлтых частях полотнища два зелёных ткацких челнока».

## Обоснование символики
Флаг муниципального образования сельское поселение Трубинское составлен на основании герба сельского поселения Трубинское по правилам и соответствующим традициям вексиллологии и отражает исторические, культурные, социально-экономические, национальные и иные местные традиции.
Первое письменное упоминание о селе Трубино относится к писцовым книгам 1584—1586 годов. На флаге наименование сельского поселения аллегорически отражено двумя пересекающимися полосами, по очертаниям совпадающими с буквой «Т» — первой буквой названия.
Девять звёзд символизируют населённые пункты, входящие в состав муниципального образования.
Изображение белого колокола напоминает предание о строительстве церкви, освящённой во имя преподобного Сергия Радонежского. Строительство церкви (изначально часовни) последовало после свирепствовавшей в этих краях холеры, которую жители приняли как кару небесную. Собравшись на молебен у принесённой иконы преподобного Сергия Радонежского, люди молились и просили святого об исцелении. Холера быстро отступила, и тогда в благодарность за чудо была построена часовня для чудотворной иконы.
Белый цвет (серебро) — символ чистоты, совершенства, мира и взаимопонимания.
Уже к концу XVIII века Трубино стало настоящим промышленным селением и в 1796 году входило в первую десятку селений Московской губернии с наиболее развитой крестьянской промышленностью. XIX столетие стало для Трубино веком фабрик: здесь успешно развивается шёлкоткацкая отрасль промышленности. По данным Памятной книги Московской губернии, в 1912 году в Трубино насчитывалось пять шёлкоткацких и одна красильная фабрика. На флаге сельского поселения это отражено двумя ткацкими челноками.
Красный цвет — символ труда, силы, мужества, красоты и праздника.
Жёлтый цвет (золото) — символ урожая, богатства, стабильности, уважения.
Зелёный цвет — символ природы, здоровья, молодости и жизненного роста.